# Hsiao Bi-khim
Dans ce nom chinois, le nom de famille, Hsiao, précède le nom personnel Bi-khim.
Hsiao Bi-khim (chinois traditionnel : 蕭美琴 ; pinyin : Xiāo Měiqín ; Wade : Hsiao Mei-ch'in ; pe̍h-ōe-jī : Siau Bí-khîm), née Bi-khim Louise Hsiao le 7 août 1971 à Kōbe au Japon, est une diplomate et femme politique taïwanaise, du Parti démocrate progressiste et de l'Internationale libérale, vice-présidente de la république depuis le 20 mai 2024.
Députée de 2002 à 2008 et à nouveau de 2012 à 2020, Hsiao Bi-khim est représentante (titre équivalent à celui d'ambassadeur en l'absence de relations diplomatiques formelles) aux États-Unis de 2020 à 2023. Elle est aussi la vice-présidente de la Fondation des échanges Taïwan-Tibet.
Le 13 janvier 2024, elle est élue vice-présidente de la république en tant que colistière de Lai Ching-te et prend ses fonctions en même temps que lui, le 20 mai suivant.